# Додж Неон
 Тази статия е за модела автомобили от 1994-2006.  За модела от 2017 вижте Фиат Типо.  
„Додж Неон“ (Dodge Neon) е компактна американска кола.
Автомобилът е представен през януари 1994 г. от „Chrysler Corporation“ Додж и Плимут. Не за дълго автомобилът носил емблемата на „Крайслер“ в Канада и извън САЩ.
Додж е представен като лека кола с предно предаване. По този начин заменя Додж Шадоу/Плимут Сънденс/Плимут Дъстър, също и Додж/Плимут Колт.
„Додж Неон“ е произвеждан в много модели. Производството е спряно на 23 септември 2005 г.